# Крайнев, Николай (футболист)
Николай Крайнев — советский футболист, выступавший на позиции защитника. На 1940 год Николай Крайнев считался игроком московского «Локомотива». В чемпионате СССР Крайнев принял участие в двух матчах, в обоих его команда потерпела поражение: 20 августа против ленинградского «Зенита» (1:6) и 20 октября против сталинградского «Трактора» (2:4).
Дальнейшая судьба футболиста неизвестна.